# Little Fenton
Little Fenton – osada w Anglii, w North Yorkshire, w dystrykcie (unitary authority) North Yorkshire. W 2001 osada liczyła 87 mieszkańców.